# NGC 2705
NGC 2705 ist ein Stern im Sternbild Hydra. Das Objekt wurde im Jahr 1876 von Wilhelm Tempel entdeckt und fälschlicherweise in den NGC-Katalog aufgenommen.